# María Balcázar
María Balcázar Castillo (Tuxtla Gutiérrez, Chiapas, 20 de enero de 1998) es una deportista mexicana reconocida por su trayectoria como golfista.
Es la 1.ª. mujer chiapaneca en incursionar como profesional del golf. Tiene reconocimientos como el Premio Gobernador en 2015, y obtuvo, en la VIII Copa Maya de Mérida, dos terceros lugares. Asimismo, ha sido campeona y seleccionada nacional para eventos de golf en Europa y Asia.

## Formación académica
Estudió en la University of Central Florida la carrera de Human Communication with a minor in Global Studies.

## Trayectoria deportiva
Experiencia colegial en la Central Florida University:
Ubicada en el top 20 en 7 ocasiones y 3 en el top 10. Fue además 4.º. lugar en el American Athletic Conference y el Mason Rudolph Championship.
La ronda más baja en 54 hoyos la tuvo en otoño de 2016 con 209 golpes (-7); en tanto que, en otoño de 2017, obtuvo 18 hoyos con 65 golpes (-7), ambas en el Mason Rudolph Championship.